# ホンダ・NS50F
NS50F（エヌエスごじゅうエフ）は、本田技研工業がかつて製造発売したオートバイである。本項ではNS50Fをベースに競技専用車種としたNS50R（エヌエスごじゅうアール）についても解説を行う。

## 車両解説
排気量49ccの水冷2ストローク単気筒エンジンを搭載するロードスポーツNSシリーズに属する原動機付自転車である。

### NS50F
型式名A-AC08。MC14型CBR250FOURをイメージしたデザインでハーフカウルを装着するほか、他の同クラスモデルと比較して大きな車体と容量10Lの燃料タンクを特徴とする。搭載されるAC08E型エンジンはMBX50系と基本設計を共用し、最高出力7.2psを発生する。

#### 遍歴
1987年2月4日発表 同月5日発売
- NS50F・エアロの車名で販売開始

1988年1月21日発表 同年2月1日発売
- エンジン特性変更と車体色追加のマイナーチェンジを実施

1989年1月20日発表
- 同月21日からロスマンズカラー車を4,000台限定で発売
- 同年2月15日から以下のマイナーチェンジを実施し発売
  - 車名をNS50Fに変更
  - ヘッドライトをイエロースーパークリプトンバルブを装着するレンズ一体型デュアルタイプへ変更
  - カラーリング変更

1990年2月発表、同月23日発売
- カラーリングを変更

1995年
- 生産終了

### NS50R
HRCが受注販売する公道走行不可のミニバイククラスレース専用車両である。NS50Fからは以下の変更を実施し、1987年から2008年まで製造された。
- アッパーカウルならびに保安部品を取外
- 始動方式をキックスターターから押し掛けへ変更
- 2ストロークオイルの潤滑方式を混合給油へ変更
- 車重を75㎏まで軽量化
- タイヤサイズを前後とも90/80-17へ変更
- 全高を985mmへ変更